# Сытин, Алексей Степанович
Алексей Степанович Сытин (1770—1812) — капитан-лейтенант Русского императорского флота.

## Биография
Алексей Сытин родился в 1770 году. В пятнадцать лет поступил в Морской кадетский корпус; в 1788 году, находясь в чине гардемарина на фрегате «Ярославец», вместе с последним был взят шведами в плен, из которого вернулся лишь в начале 1790 года.
В течение следующих двух лет Алексей Степанович Сытин в чине мичмана крейсировал по Балтийскому морю; переведенный в 1793 году на Черноморский флот, принимал участие в описи берегов, совершал поездки в Константинополь.
В 1795 году А. С. Сытин был командирован командованием в Костромскую губернию за новыми рекрутами.
В том же 1795 году, получив чин лейтенанта, Сытин А. С. командовал бригантиной «Тимофей» и на ней, во время Войны второй коалиции, в составе эскадры вице-адмирала Ф. Ф. Ушакова (см. Средиземноморский поход Ушакова) ходил в Эгейское море.
Позднее, на парусном пятидесятипушечном фрегате «Святой Михаил», в отряде капитана А. А. Сорокина, Сытин, перешел в Венецианский залив. 
17 февраля 1806 года, находясь в отряде капитан-командора Г. Г. Белли, Алексей Степанович Сытин с пятью гребными судами отделился от остальных сил и под прикрытием шхуны «Экспедицион» напал на 16-пушечную французскую шебеку «Азард», взяв её на абордаж; было пленено 60 человек. Это искусное нападение было совершено ночью, во время проливного дождя, и было настолько для французов неожиданно, что они не успели сделать ни одного выстрела. Лучшей наградой Сытина за этот подвиг было его назначение командиром захваченного у неприятеля судна. 
Командуя «Азардом», Сытин 30 марта 1806 года участвовал во взятии крепости Курцало в Далмации, бывшей во власти французов. Держась дистанции от крепости на пистолетный выстрел, «Азард» вместе с другими судами открыл такой убийственный огонь, что уже через полчаса гарнизон крепости капитулировал.
В апреле 1806 года Сытин дважды отличился, в первый раз захватив на острове Лисса (Вис) три медных пушки и во второй раз, в самой крепости Лисса, — 7 орудий различного калибра и нескольких человек из неприятельского отряда; в том же месяце он участвовал в перестрелке у Далматинских островов, а в течение ближайшего месяца в охране крепости Курцало. Последние известия о его деятельности в этой кампании относятся к 5—6 июня 1806 года, когда он находился при бомбардировке крепости Новая Рагуза и укреплений острова Святого Марка и при неудачной попытке взять крепость штурмом.
В 1809 году Сытин получил чин капитан-лейтенанта Российского императорского флота.
Алексей Степанович Сытин умер 23 августа (4 сентября) 1812 года.